# 樹木希林
树木希林（日语：／ Kiki Kirin，1943年1月15日—2018年9月15日），日本女演员，户籍名为“内田启子”，娘家姓“中谷”，还曾使用过艺名“悠木千帆”。
树木希林的丈夫是日本摇滚歌手内田裕也，二人育有一女内田也哉子（本木雅弘之妻），此后长期分居。树木希林之父中谷襄水（艺名：辰治）是萨摩琵琶演奏家，隶属于“锦心流”。妹妹荒井姿水（艺名：昌子）同样也是萨摩琵琶演奏家。外甥荒井靖水（荒井姿水之子）也子承母业成为萨摩琵琶演奏者，并和妻子荒井美帆（筝 / 二十五弦筝演奏者）结成二重奏组合进行活动。

## 演出作品

### 电影
- 《東京鐵塔：老媽和我，有時還有老爸》（2007.04）—— 飾 媽媽
- 《橫山家之味》（2008.06）—— 飾 橫山淑子（橫山良多的母親）
- 《惡人》（2010.09）—— 飾 清水房枝（主角清水祐一的外婆）
- 《奇蹟》（2011.06）—— 飾 大迫秀子（主角大迫航一的外婆）
- 《我的母親手記》（2012.04）—— 飾 伊上八重（主角伊上洪作的母親）[7]
- 《使者》（2012.10）—— 飾 澀谷愛子（主角澀谷步美的祖母）
- 《我的意外爸爸》（2013.10）—— 飾 石關里子（主角野野宮綠的母親）
- 《戀戀銅鑼燒》（2015.05）—— 飾 吉井徳江
- 《海街日記》（2015.06）—— 飾 菊池史代（住在大船的姨婆）
- 《比海還深》（2016.05）—— 飾 篠田淑子（主角篠田良多的母親）
- 《小偷家族》（2018.05）—— 飾 柴田初枝
- 《日日是好日》（2018.10）—— 飾 武田老師（茶道老師）[8]
- 《綠野仙師 : 熊谷守一》（2018.10）—— 飾 熊谷秀子

### 动画电影
- 《杰克与仙豆茎（日语：ジャックと豆の木 (1974年の映画)）》（1974年）——诺尔夫人 配音

- 《神龙之子太郎》（1979年）——山姥姥 配音

- 《莲如物语》（1998年）——师祖 配音

- 《勇者物语》（2006年）——翁芭 配音[9]

- 《借物少女艾莉缇》（2010年）——阿春 配音

### 电视节目
- 《日本语岁时记·大希林（日语：日本語歳時記・大希林）》（NHK教育频道、NHK卫视高清频道）

- 《23时秀（日语：23時ショー）》（NET电视台现朝日电视台）——主持人

- 《NHK特集：惊异的小宇宙 人体Ⅱ 脑与心（日语：驚異の小宇宙 人体II 脳と心）》（NHK综合频道）

- 《NHK特集：病的起源（日语：病の起源 (NHKスペシャル)）⑴ 睡眠呼吸暂停～由石器诱发的疾病～》（NHK综合频道）

- 《温故希林：树木希林的古董珍道中》（NHK卫视付费频道）
  - 《温故希林：树木希林的古董珍道中 日本篇》（全4集；2011年）
  - 《温故希林：树木希林的古董珍道中 韩国篇》（全3集；2012年）
  - 《温故希林：树木希林的古董珍道中 台湾篇》（全3集；2013年）

- 《NHK特集：你想知道未来多少～命运的基因～》（2013年7月7日；NHK综合频道）

### 广告
- 兴和新药（日语：興和） CABAGIN KOWA “宫城县·白泽篇”（1972年）以悠木千帆艺名，与森繁久弥共演

- 蓓福（日语：ピップ） “易利气磁力贴（日语：ピップエレキバン）”

- 富士胶片
  - “富士彩色”（1980年－2013年，2015年－）与岸本加世子（日语：岸本加世子）、田中丽奈、长濑智也、堀北真希共演
  - “PHOTO IS”运动（2006年）以少女时代全员合照及树木希林与内田裕也情侣合照的形式披露

## 音乐作品
- 《幽灵的摇滚（日语：帰郷/お化けのロック）》（1977年发行；TBS电视台《穆（日语：ムー (テレビドラマ)）》插曲）——与乡裕美合唱

- 《林檎杀人事件（日语：林檎殺人事件）》（1978年发行；TBS电视台《穆一族（日语：ムー一族）》插曲》——与乡裕美合唱

- 《两人的一切（2人のすべて）》（1995年发行；TBS电视台《光辉的邻太郎（日语：輝け隣太郎）》主题曲》——与唐泽寿明合唱

## 書本
- 《離開時，以我喜歡的樣子》 — 訪談精華錄。 [10]

## 奖励表彰
| 年     | 所获奖项 / 表彰                      | 获奖作品                                             |
| ------ | ------------------------------------ | ---------------------------------------------------- |
| 1986年 | 日本女性广播人恳谈会奖               | 不適用                                               |
| 2005年 | 第37届艺术选奖文部大臣奖             | 《烈驹》                                             |
| 2005年 | 第26届横滨电影节助演女优奖           | 《半自白》                                           |
| 2005年 | 第28届日本电影金像奖优秀助演女优奖   | 《半自白》                                           |
| 2007年 | 第31届日本电影金像奖最优秀主演女优奖 | 《东京铁塔：母亲和我，有时还有父亲》                 |
| 2007年 | 第20届日刊体育电影大奖助演女优奖     | 《东京铁塔：母亲和我，有时还有父亲》                 |
| 2008年 | 紫绶褒章                             | 不適用                                               |
| 2009年 | 第30届南特影展最佳女演员奖           | 《步履不停》                                         |
| 2009年 | 第33届报知电影奖最优秀助演女优奖     | 《步履不停》                                         |
| 2009年 | 第51届蓝丝带奖助演女优奖             | 《步履不停》                                         |
| 2009年 | 第82届电影旬报十佳奖助演女优奖       | 《步履不停》                                         |
| 2009年 | 第32届日本电影金像奖优秀助演女优奖   | 《步履不停》                                         |
| 2011年 | 第34届日本电影金像奖最优秀助演女优奖 | 《恶人》                                             |
| 2012年 | 第4届多摩电影节最优秀女优奖          | 《我的母亲手记》                                     |
| 2012年 | 第25届日刊体育电影大奖助演女优奖     | 《我的母亲手记》 / 《使者》                          |
| 2013年 | 第36届日本电影金像奖最优秀主演女优奖 | 《我的母亲手记》                                     |
| 2014年 | 旭日小绶章                           | 不適用                                               |
| 2015年 | 第28届东京国际电影节感谢奖           | 不適用                                               |
| 2015年 | 山路文子电影奖女优奖                 | 《澄沙之味》                                         |
| 2015年 | 第7届多摩电影节最优秀女优奖          | 《澄沙之味》 / 《投靠女与出走男》 / 《海街日记》     |
| 2015年 | 第40届报知电影奖主演女优奖           | 《澄沙之味》                                         |
| 2016年 | 第30届横滨电影节特别大奖             | 《澄沙之味》                                         |
| 2016年 | 第39届日本电影金像奖优秀主演女优奖   | 《澄沙之味》                                         |
| 2016年 | 第9届亚太电影奖女演员奖              | 《澄沙之味》                                         |
| 2016年 | 第42届广播文化基金奖·演技奖          | 《丝岛森林之家（いとの森の家）》                                 |
| 2016年 | 第10届亚洲电影大奖终身成就奖         | 不適用                                               |
| 2017年 | 第26届日本电影影评人大奖钻石奖       | 不適用                                               |
| 2018年 | 第12届日本当代影展优胜奖             | 《仙人畫家：熊谷守一》                               |
| 2018年 | 第43届報知電影獎最优秀助演女优奖     | 《仙人畫家：熊谷守一》、《小偷家族》、《日日是好日》 |
| 2018年 | 第73屆每日電影獎女優助演獎           | 《小偷家族》                                         |